# Rundelshausen

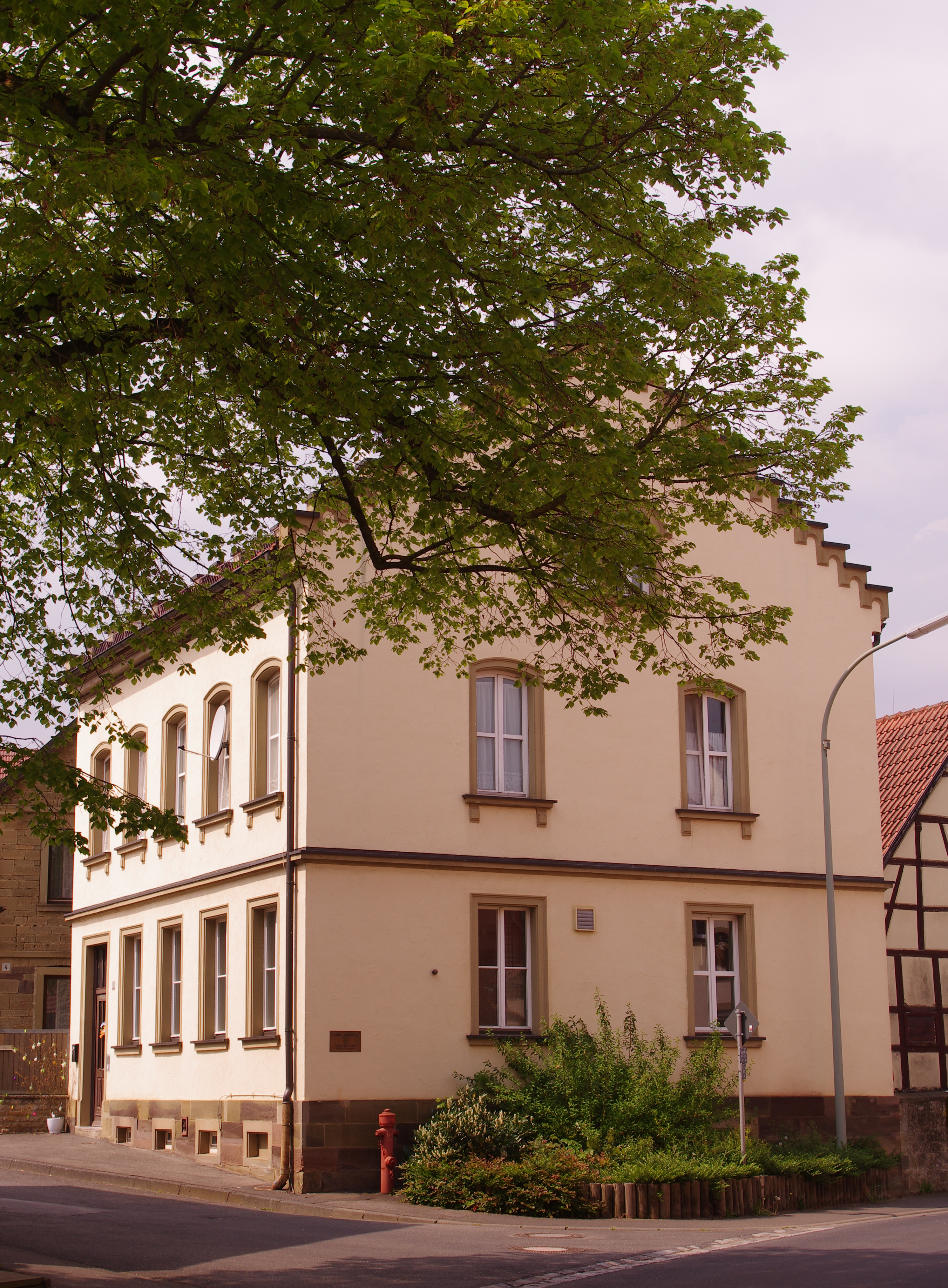
Ehemaliges Schulgebäude

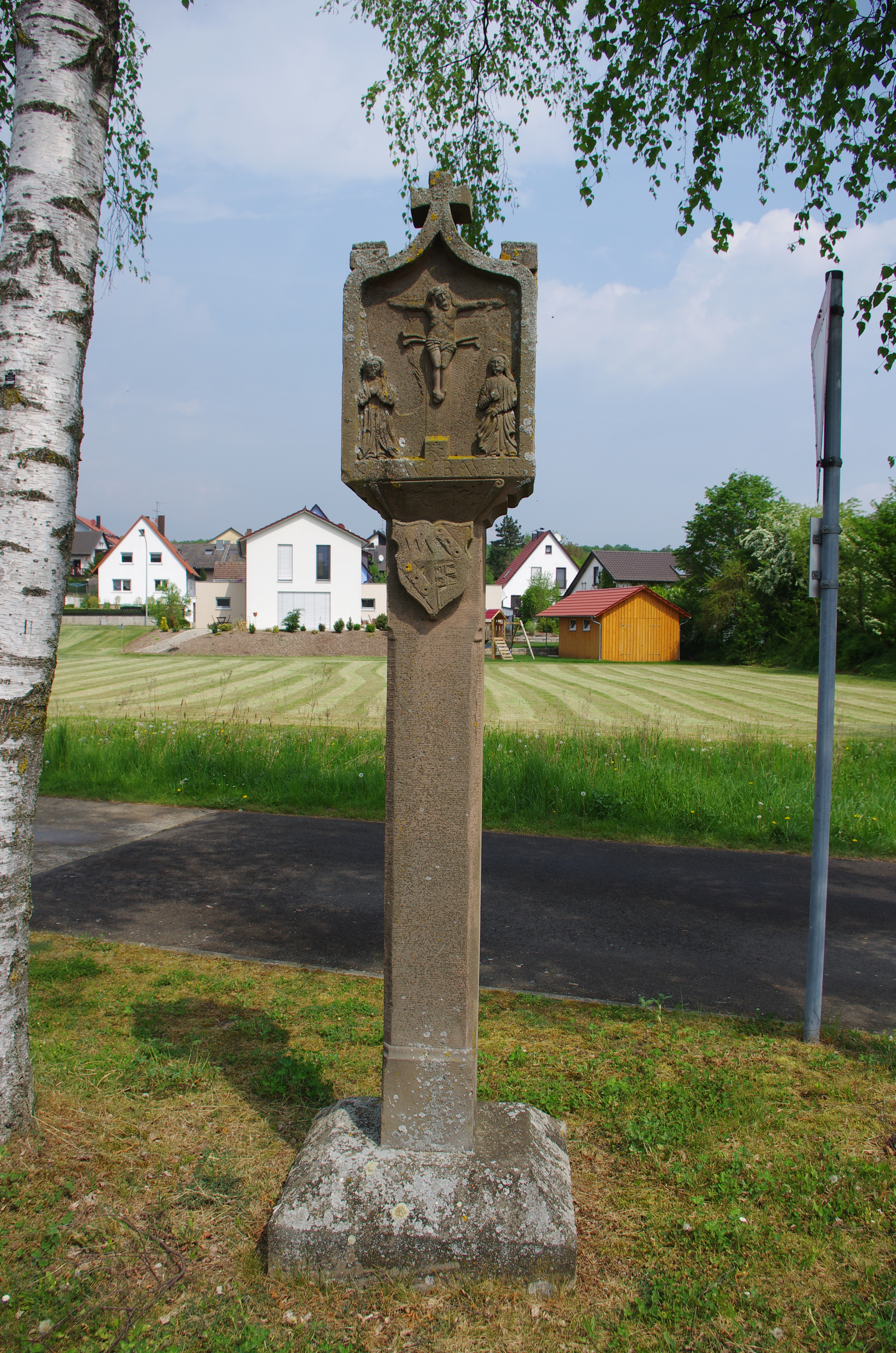
Bildstock am Eschenbach

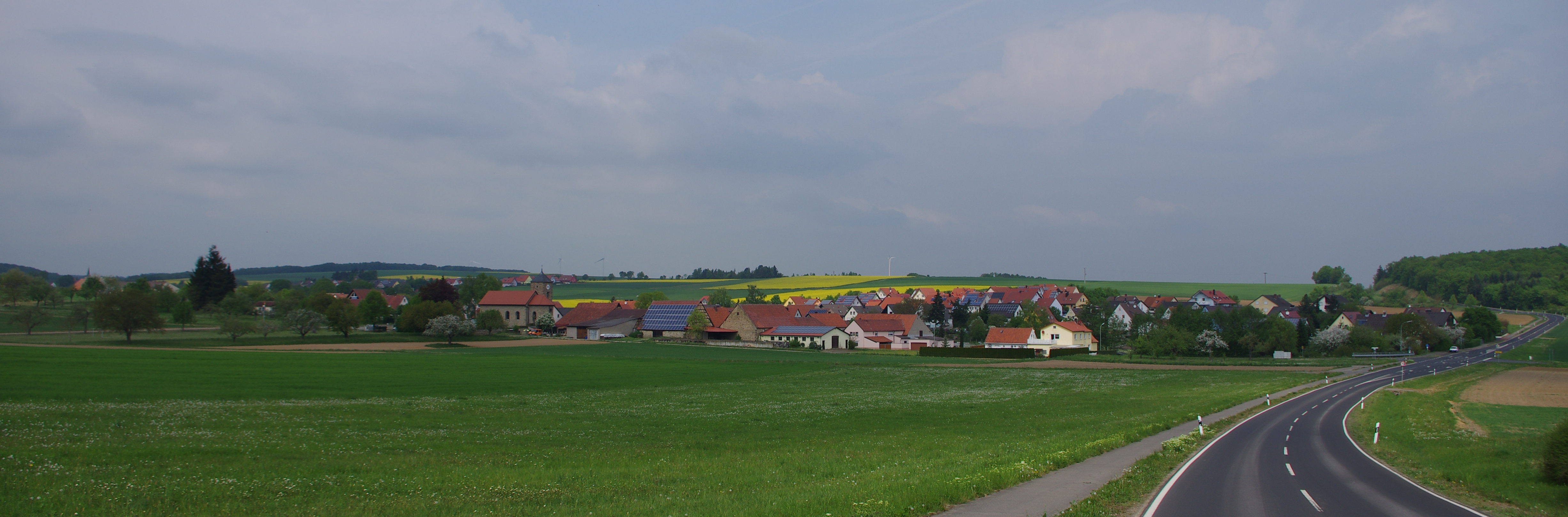
Ortsansicht von Süden

Rundelshausen ist ein Gemeindeteil des Marktes Werneck im unterfränkischen Landkreis Schweinfurt in Bayern.

## Geographie
Das Pfarrdorf liegt drei Kilometer nördlich von Werneck am Eschenbach, einem Nebenfluss der Wern. Schweinfurt ist etwa 12 Kilometer Luftlinie entfernt.
Der alte Ortskern zeigt stattliche, in Naturstein errichtete Bauerngehöfte, nördlich des Eschenbaches schließt sich seit 1955 ein Siedlungsgebiet an.

## Geschichte
Rundelshausen wurde erstmals 1234 urkundlich erwähnt, damals als „Rundoltshusen“, „Runtzelshausen“ oder „Rundoltzhausen“, was bedeutet Bei den Häusern des Hrunzolf.
Am 1. Juli 1972 wurde der Ort im Zuge der Gebietsreform in Bayern in die Gemeinde Werneck eingegliedert.

## Baudenkmäler
Neben der katholischen Kirche St. Petrus de Alcantara aus dem Jahre 1860 sind mehrere Bildstöcke aus heimischem Sandstein hervorzuheben, die auf den in den letzten Jahrhunderten im Ort vorherrschenden katholischen Glauben hinweisen.

## Wirtschaft und Infrastruktur
Die Flur von Rundelshausen liegt im flachen Tal des Eschenbachs, das mit sehr guten Lössböden ausgestattet ist, was der Landwirtschaft sehr zugutekam. Am Rand des Fränkischen Weinlandes gelegen, gab es bis 1883 auch 4,4 ha (22 Morgen) Weinberge, die aber zugunsten von Ackerfläche verschwanden.
Früher wurde hauptsächlich Landwirtschaft betrieben. Heute gibt es nur noch wenige Landwirte, da infolge der fränkischen Erbteilung die Höfe und die Ländereien für die heutigen landwirtschaftlichen Anforderungen zu klein geworden sind. Die meisten Arbeitnehmer pendeln in die nahegelegene Industriestadt Schweinfurt oder nach Würzburg, Bamberg, Bad Kissingen und Bad Neustadt.
Ca. 2 km östlich an der A 70 bei der Auffahrt Werneck (AS3) liegt ein 40 ha umfassendes Gewerbegebiet mit dem Euro-Rastpark Werneck.

### Verkehr
Bereits im Mittelalter lag Rundelshausen unmittelbar an einer Salzstraße.
Durch den Ort verläuft die Kreisstraße SW 29. Die Autobahnen 7 und 70, die am Autobahnkreuz Schweinfurt/Werneck zusammentreffen, führen in etwa 1 km Entfernung vorbei und sind über die Bundesstraße 26a, die Fortsetzung der A 70 und das Autobahnkreuz erreichbar.
Der Ort ist an das Radwegenetz des Marktes Werneck angeschlossen.